# Kakongo (peuple)
Pour les articles homonymes, voir Kakongo.
Les Kakongo sont une population d'Afrique centrale vivant en République démocratique du Congo et en Angola. On les rattache au grand groupe des Kongo.

## Ethnonymie
Selon les sources, on observe quelques variantes : Cacongo, Kacongo, Kakouango, Bashi Kakongo, Mushi Kakongo, Kabinda.

## Culture

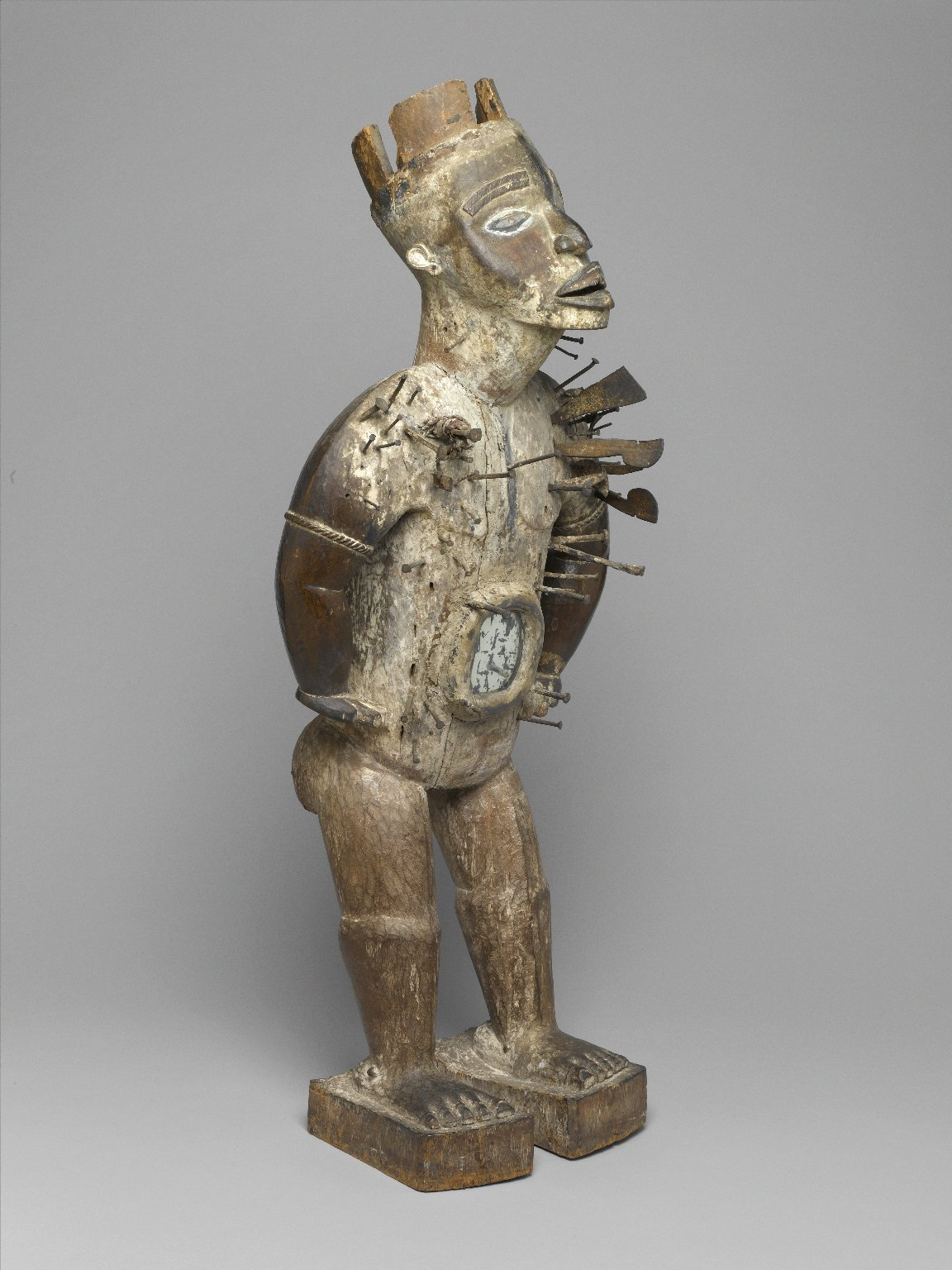
Figure de pouvoir nkisi nkondi

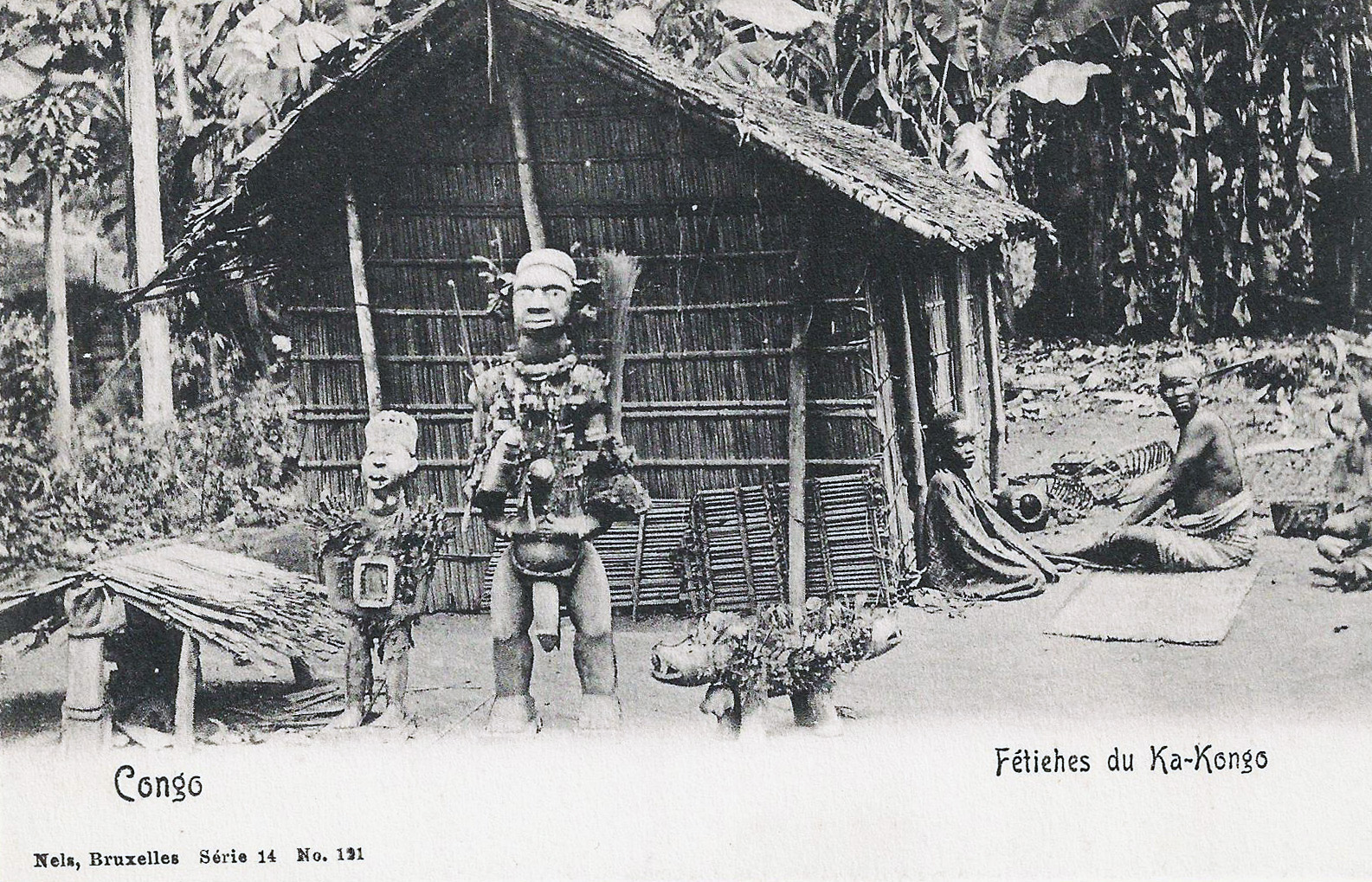
Fétiches du Kakongo